# Tectidrilus pranzoi
Tectidrilus pranzoi är en ringmaskart som beskrevs av Erséus 1987. Tectidrilus pranzoi ingår i släktet Tectidrilus och familjen glattmaskar. Inga underarter finns listade i Catalogue of Life.